# 約翰·S·沃爾德
約翰·席勒·沃爾德（英語：John Schiller Wold；1916年8月31日—2017年2月19日），是一位美國共和黨的政治人物，曾在1969年至1971年期間擔任美國眾議院懷俄明州單一國會選區代表眾議員。
第二次世界大戰期間，他曾擔任美國海軍的槍砲官和諮詢物理學家。
他在2016年8月到達100歲，並以此歲數於2017年2月19日逝世。

## 延伸閱讀
- 約翰·S·沃爾德－美國國會國家人物傳記大辭典

## 外部連結
- 政治捐款（敏感政治中心的數據）[永久]

| 美国众议院                | 美国众议院                                               | 美国众议院             |
| ------------------------- | -------------------------------------------------------- | ---------------------- |
| 前任者： 威廉·亨利·哈里森 | 懷俄明州單一國會選區 眾議院議員 1969年－1971年           | 繼任者： 特諾·龍卡利奧 |
| 榮銜                      |                                                          |                        |
| 前任者： 肯·赫克          | 最年長的在世美國眾議院議員 2016年12月10日－2017年2月19日 | 繼任者： 詹姆斯·D·馬丁 |